# 25628 Куммер
25628 Куммер (25628 Kummer) — астероїд головного поясу, відкритий 7 січня 2000 року.
Тіссеранів параметр щодо Юпітера — 3,580.